# Geotagging

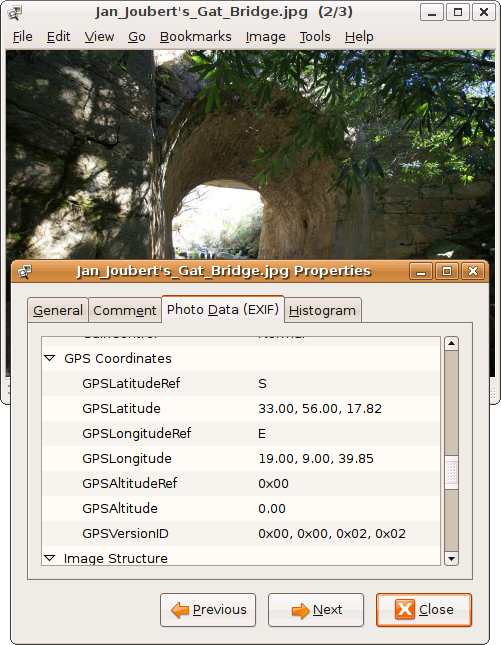
Geotagging alkalmazása: koordináták hozzárendelése fényképhez

Geotagging (ejtsd: geotegging, a görög geo = föld, és az angol tag = címke szavakból - tagging, címkézés, jelölés) általában valamely képi adathoz földrajzi koordináta hozzárendelését jelenti.

## A geotagging fogalma
A geotagging az az eljárás, amely földrajzi metaadatokat ad különböző médiafájlokhoz, mint például honlapokhoz vagy képekhez. A digitális fényképezőgéppel készített képet egy, a gépbe épített GPS vevő, vagy egy külső eszköz egészíti ki a rögzített koordináta-adatokkal.
A digitális fényképezőgép által készített képfájl többféle, nem csak képi információt is tartalmaz, ezek az ún. Exif adatok. Ilyen többek között a fényképezőgép típusa, a kép felbontása, a létrehozó szoftver neve, ISO adat, fényforrás, vakumód, a készítés ideje és számos más információ. Az újabb szabványok lehetőséget adnak arra, hogy földrajzi (GPS) koordinátákat, magasság vagy akár dőlésszög adatokat is eltároljunk.

## Elterjedése és felhasználása

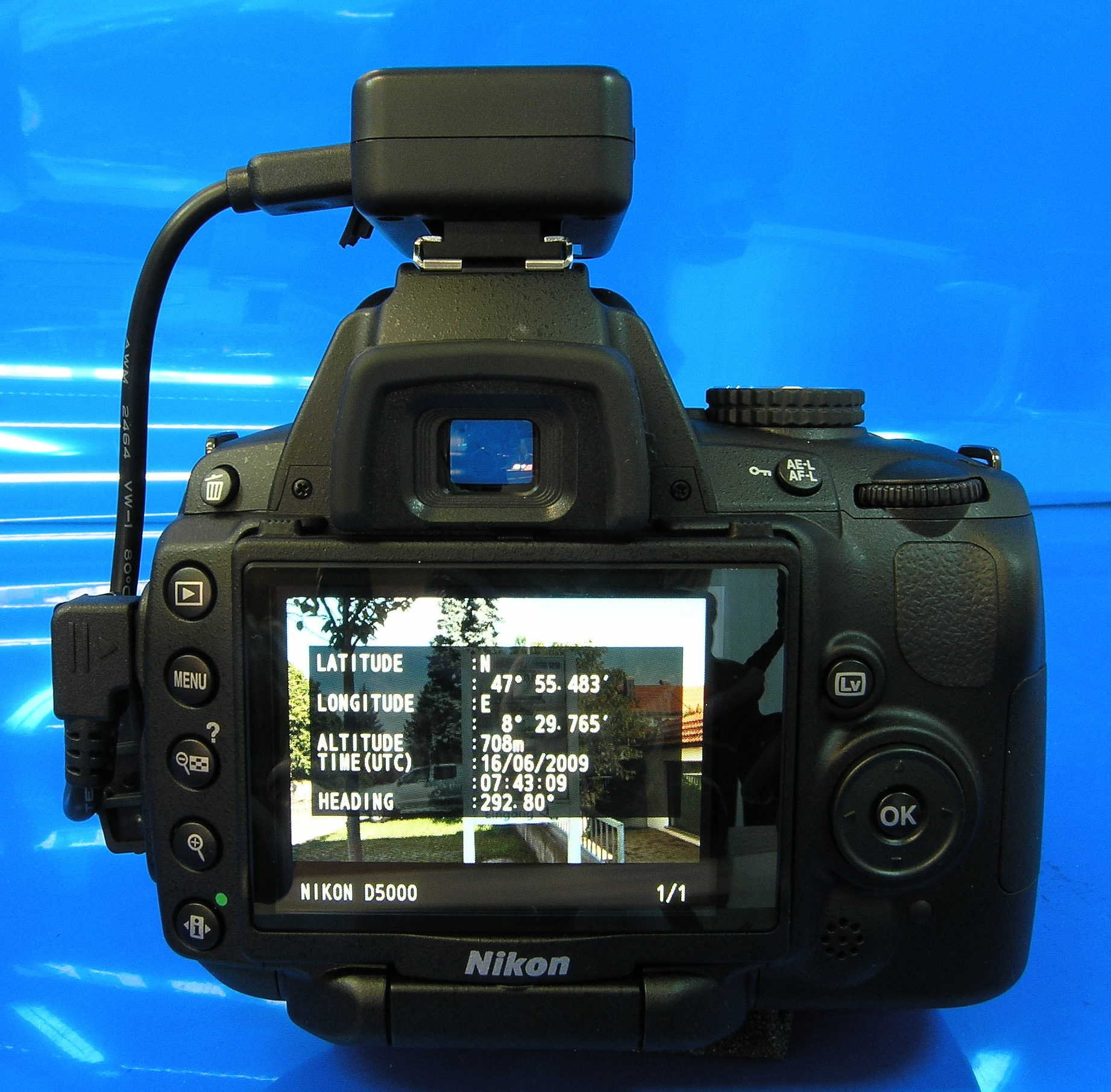
Geotagger "Solmeta N2 Kompass" + Nikon D5000

A GPS eszközök elterjedésével egyre több, hozzá kapcsolódó szolgáltatás alakult ki (mint például a geocaching). A digitális fényképezőgépek és a fényképmegosztó weboldalak elterjedésével óriásira növekedett az elkészített fényképek száma, amelyet a felhasználó a számítógépén (illetve webalbumokon) tárol és rendszerez. A geotagging e „katalogizálási” folyamatban segíthet, hiszen plusz adatként megadja a fénykép készítésének helyét, megkönnyítve így a rendszerezést.
A Web 2.0 elterjedésével – és annak egyik legfontosabb jellemzőjével, a címkézéssel – 
online felhasználása is egyre divatosabb, nem csak a rendszerezést könnyíti meg, de egy olyan webes adatbázis is létrejöhet, melyben a feltöltött képek alapján bármilyen nevezetesség könnyedén megtalálható, akár háromdimenziós térkép formájában is. Ezen kívül arra is lehetőséget adhat, hogy egy adott utcát, teret a közelében készített fotók alapján megtaláljunk.
A legtöbb fotómegosztó oldal frissítette szolgáltatásait a geotagging technikával, pl.: a Flickr a Yahoo Maps-szel, a Google Earth (Picasa), a Mappr, vagy a Zoomr, de vannak kifejezetten erre a technikára épülő oldalak is, mint például a Panoramio, vagy a MyGeoposition.
Fotóturizmus elnevezéssel pedig már folyamatban van az az eljárás, amely pl a Flick-re feltöltött képek alapján 3d-s térképet készít, az elkészült fényképek készítésének pontos helyét és szögét is meghatározva (A Washingtoni Egyetem és a Microsoft Co. Közös munkája).
A legtöbb komoly, fényképezőgépeket gyártó cég már nem csak elméletben foglalkozik a GPS technológia beépítésével eszközeikbe. (A Ricoh már kijött ilyennel, a Nikon és a Canon pedig árul gépeihez GPS kiegészítőt.)

## Személyiségi jogok
Az eljárás személyiségi jogokkal kapcsolatos problémákat is felvet, ha a kép készítője nem figyel, melyik képét milyen oldalakra tölti fel (vannak korlátozott hozzáférést is biztosító oldalak is).

## Fordítás
Ez a szócikk részben vagy egészben  a   Geotagging című angol Wikipédia-szócikk fordításán alapul.  Az eredeti cikk szerkesztőit annak laptörténete sorolja fel. Ez a jelzés csupán a megfogalmazás eredetét és a szerzői jogokat jelzi, nem szolgál a cikkben szereplő információk forrásmegjelöléseként.